# Liste von Persönlichkeiten der Stadt Hamminkeln
Diese Liste von Persönlichkeiten der Stadt Hamminkeln umfasst die Bürgermeister, Ehrenbürger, Söhne und Töchter der Stadt sowie weitere Persönlichkeiten mit Bezug zur Stadt.

## Bürgermeister
- seit Oktober 2015: Bernd Romanski (SPD)

## Bekannte Einwohner und mit Hamminkeln verbundene Persönlichkeiten

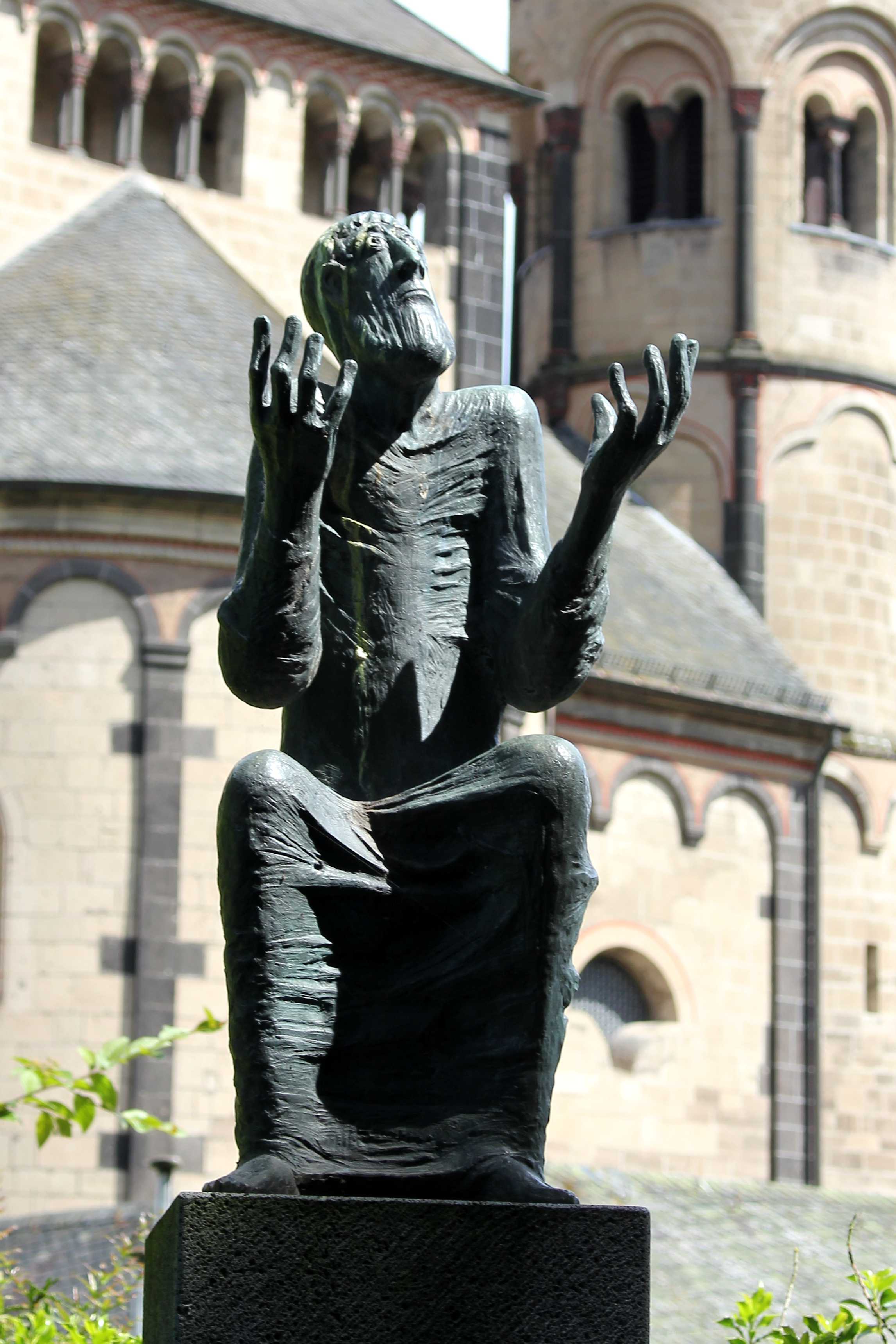
Skulptur „Prophet“ der Künstlerin Hildegard Bienen (1925–1990), ausgestellt in der Abtei Maria Laach.

- Dietrich Horn (* 1838 in Ringenberg; † 1906 in Elberfeld), Pädagoge, Rektor der Evangelischen Präparandenanstalt, Ehrenbürger von Orsoy
- Wilhelm von Lans  (* 1861 in Hamminkeln (Gut Loosen); † 1947 in Charlottenburg), Admiral der Kaiserlichen Marine
- Augustinus Winkelmann (* 1881 in Amelsbüren; † 1954 in Marienthal), Pfarrer in Marienthal, Förderer bildender Kunst im sakralen Raum
- Ernst Humberg (* 1893 Dingden, gest. 1957 in Kanada), Kaufmann und koscherer Metzger in Dingden, Stammvater der nach Kanada ausgewanderten Familien Humberg und Muscovitch
- Hildegard Bienen (* 1925 in Walsum; † 1990 in Marienthal), bildende Künstlerin
- Hermann Voss (* 1934 in Brünen), Musiker (Bratsche) und Hochschullehrer, Maler und Marionettenspieler
- Heinrich Meyers (* 1938 in Orsoy; † 25. Dezember 2000 in Marienthal), Bürgermeister und Landtagsabgeordneter
- Joseph Anton Kruse (* 1944 in Dingden), früherer Leiter des Heinrich-Heine-Institutes in Düsseldorf
- Wolfgang Hüsken (* 1948 in Brünen), Politiker (CDU)
- Michael Maerker (* 1955 in Leverkusen; † 2005 in Wesel), Bildhauer, Dozent für Steingestaltung an der Akademie Klausenhof
- Gerd-Heinz Stevens (* 1957 in Rees-Millingen), Musikwissenschaftler, Komponist und Kirchenmusiker
- Maria Klein-Schmeink (* 1958 in Dingden), Politikerin der Grünen, Mitglied des Deutschen Bundestages seit 2009
- Ulrich Rölfing (* 1958 in Dingden), Maler und Bildhauer
- Ralf Miggelbrink (* 1959 in Dingden), Professor für Systematische Theologie an der Universität Duisburg-Essen
- Wolfgang Buschfort (* 1961 in Dingden), Sozialwissenschaftler, Fernsehjournalist und Sachbuchautor
- Claudia Wissmann (* 1964 in Dingden), Lichtkünstlerin
- Reinhard „Schlaffke“ Wolff (* 1966 in Oberhausen), Musiker
- Thomas Großbölting (* 1969 in Dingden; † 2025 in Hamburg), Historiker
- Corina Schröder (* 1986 in Dingden), Fußballspielerin
- Janis Blaswich (* 1991 in Willich), Fußballspieler